# Timothée de Fombelle
Timothée de Fombelle (* 1973 Paříž) je francouzský spisovatel. Pochází z rodiny architekta, je druhým z pěti dětí, část dětství prožil s rodinou v Africe. Jeho manželkou je herečka Laetitia de Fombelle, mají jednu dceru.
Získal titul CAPES de lettres a pracoval jako učitel literatury. Od sedmnácti let psal a režíroval divadelní hry. Jeho první knihou je dvojdílný Tobiáš Lolness, fantasy vyprávění o chlapci vysokém půldruhého milimetru a žijícím na stromě, určené větším dětem. Kniha byla přeložena do dvaadvaceti jazyků. V roce 2007 získal Tobiáš Lolness Andersenovu cenu a Velkou cenu mladých čtenářů. V roce 2017 vydal Timothée de Fombelle svoji první knihu pro dospělé, autobiograficky laděný Neverland.

## Knihy v češtině
- Tobiáš Lolness
- Vango
- Dva životy pana Perla
- Alma
- Gloria